# Самойленко, Виктор Васильевич
Ви́ктор Васи́льевич Само́йленко (2 марта 1947 — 18 июня 2018) — советский и российский дипломат. Профессор МГИМО. Чрезвычайный и полномочный посол (2010).

## Биография
Окончил МГИМО МИД СССР (1970) и Высшие дипломатические курсы при Дипломатической академии МИД России (1999, 2009), стажировался в аспирантуре Университета Малайя (Малайзия) (1971—1972). Кандидат исторических наук (1980, диссертация «Роль и место Малайзии в АСЕАН»), действительный член РАЕН (2000). На дипломатической работе с 1970 года.
- В 1974—1979 годах — атташе, третий секретарь посольства СССР в Сингапуре.
- В 1982—1987 годах — первый секретарь, советник посольства СССР на Филиппинах.
- В 1990—1992 годах — заместитель директора Департамента стран Азиатско-Тихоокеанского региона и Юго-Восточной Азии МИД СССР (с 1991 — России).
- В 1992—1996 годах — советник-посланник посольства России в Австралии.
- В 1996—1997 годах — главный советник Второго департамента Азии МИД России.
- В 1997—1999 годах — заместитель директора Второго департамента Азии МИД России.
- С 12 апреля 1999 по 29 июля 2004 года — чрезвычайный и полномочный посол Российской Федерации в Камбодже[3][4].
- В 2005—2009 годах — посол по особым поручениям, представитель МИД России в Сибирском федеральном округе.
- С 21 сентября 2009 по 23 сентября 2013 года — чрезвычайный и полномочный посол Российской Федерации в Монголии[5][6].

## Семья
Был женат. Дочь Дарья (род. 1986) — журналист, предприниматель.

## Награды
- Медаль ордена «За заслуги перед Отечеством» II степени (16 декабря 2009) — За большой вклад в реализацию внешнеполитического курса Российской Федерации, многолетнюю безупречную дипломатическую службу[7].

## Дипломатический ранг
- Чрезвычайный и полномочный посланник 2 класса (12 августа 1992)[8]
- Чрезвычайный и полномочный посланник 1 класса (15 января 2002)[9]
- Чрезвычайный и полномочный посол (25 октября 2010)[10]